# Thomas McNamara
Pour les articles homonymes, voir McNamara.
Thomas McNamara, né le 6 février 1991 à West Nyack dans l'État de New York, est un joueur américain de soccer qui joue au poste de milieu de terrain.

## Biographie
McNamara est repêché lors du repêchage d'expansion 2014 par le New York City FC. Le 17 août 2020, il est envoyé au Revolution de la Nouvelle-Angleterre en échange de Wilfried Zahibo.